# Zwangsarbeiterlager Pariner Berg

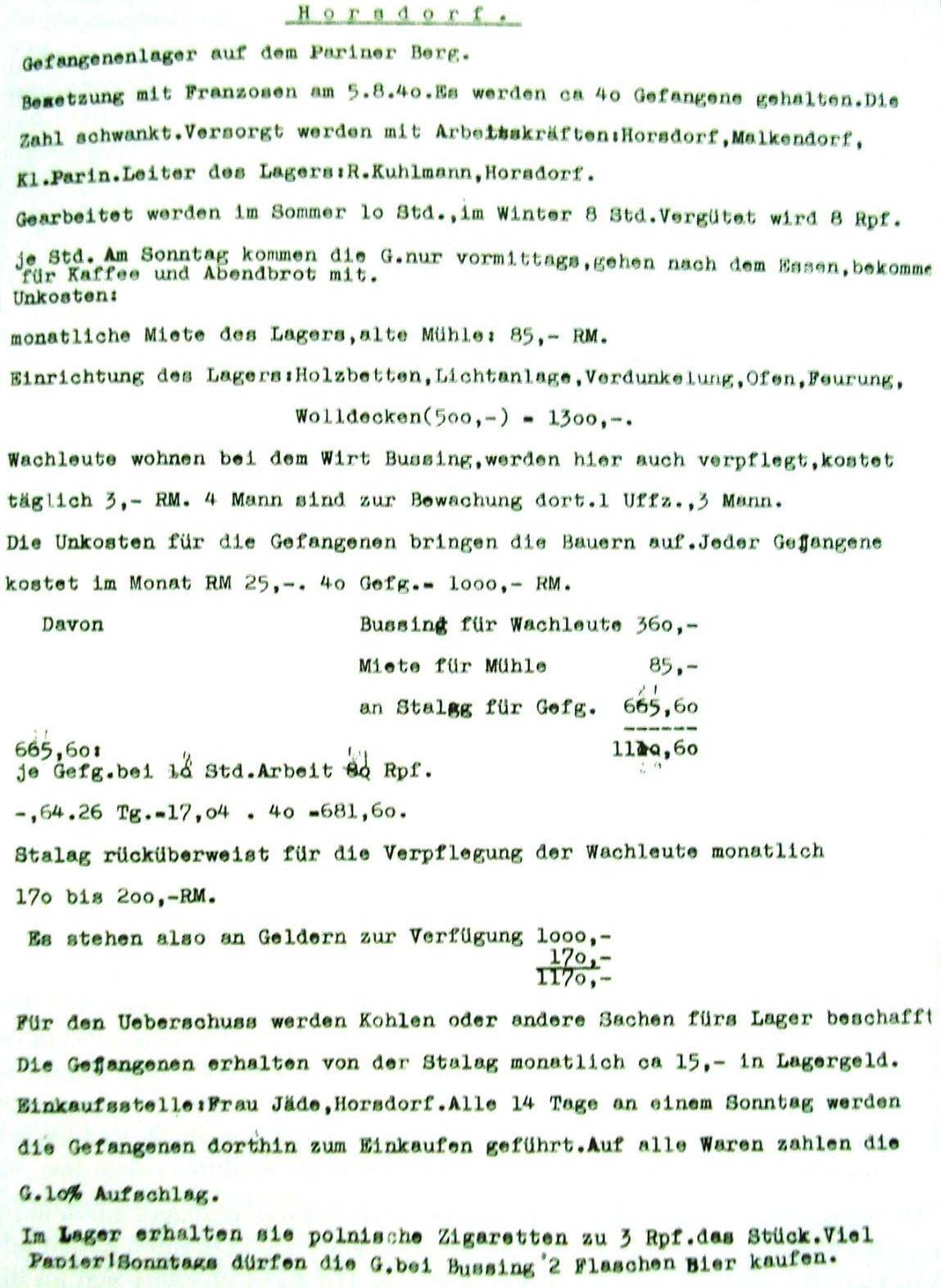
Eines der wenigen Dokumente, die das Zwangsarbeiterlager auf dem Pariner Berg erwähnen. Dokument des Lagerleiters, mit dem anscheinend nahezu alles geregelt werden sollte.

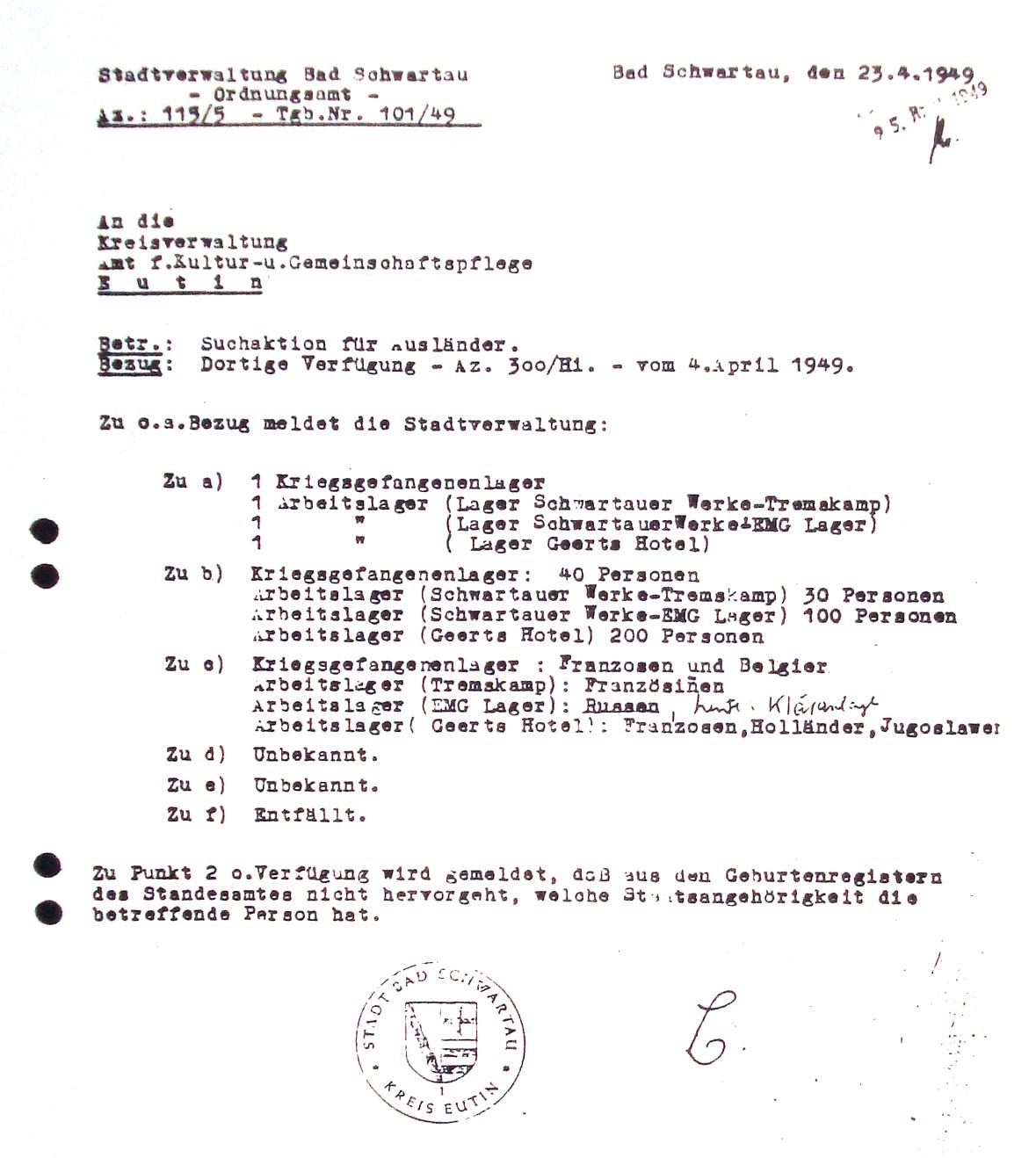
Dokument der Stadt Bad Schwartau vom 23. April 1949: Erwähnung des Zwangsarbeiterlager auf dem Pariner Berg als (a) „Kriegsgefangenenlager“ mit (b) „40 Personen“, bei denen es sich um (c) „Franzosen und Belgier“ handelte.

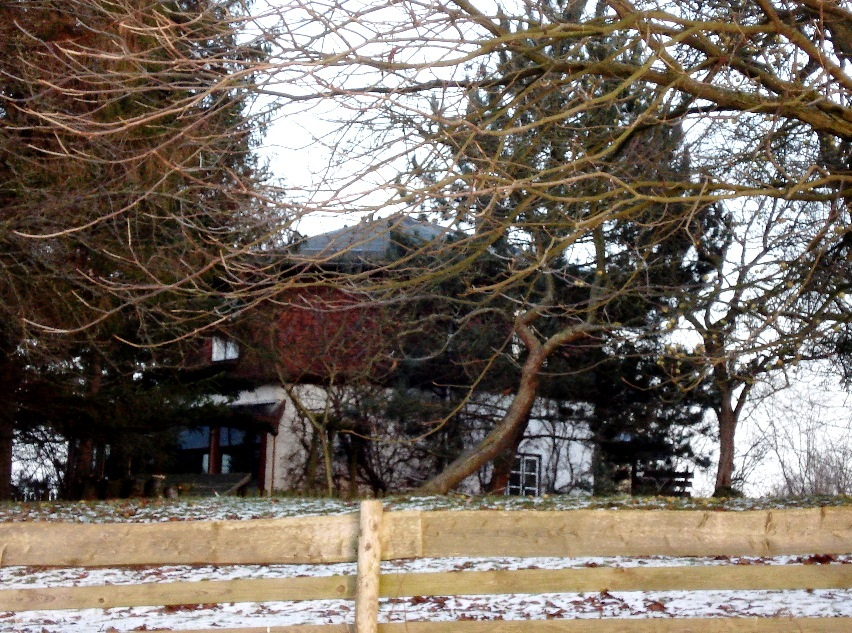
Das Gebäude der ehemaligen Mühle auf dem Pariner Berg, in dem sich das Zwangsarbeiterlager befand.

Das Zwangsarbeiterlager Pariner Berg war ein Arbeitslager bzw. Kriegsgefangenenlager, in dem während des Zweiten Weltkrieges französische und belgische Kriegsgefangene zur Zwangsarbeit in der Umgebung untergebracht waren.
Es befand sich in einem (ehemaligen) Mühlengebäude auf dem Pariner Berg (in Bad Schwartau in Schleswig-Holstein) und wurde durch die STALAG-Verwaltung im Wehrkreis X (Hamburg) betrieben.
Das Lager wurde 1940 eingerichtet und am 5. August 1940 (nach dem Westfeldzug) mit ca. 40 französischen Kriegsgefangenen belegt, die in den umgebenden Dörfern Horsdorf, Klein Parin und Malkendorf Zwangsarbeit in der Landwirtschaft (als Ersatz der als Soldaten dienenden Männer) leisten mussten. Das Lager bestand bis zum Ende des Zweiten Weltkrieges (was sich daraus ableiten lässt, dass die benachbarte Bismarcksäule 1945 von befreiten französischen Kriegsgefangenen beschädigt wurde).
Die Bewachung und Begleitung der Zwangsarbeiter zwischen dem Lager und den Einsatzorten erfolgte durch vier Wachleute, die in der benachbarten Gastwirtschaft untergebracht waren.
Die in dem (eher kleinen Lager) untergebrachten ca. 40 französischen Kriegsgefangenen gehörten zu den ca. 1 Million bis Kriegsende in deutscher Gefangenschaft als Zwangsarbeiter eingesetzten Franzosen.
Das Gebäude wird heute als Wohnhaus genutzt.

### Zum Zwangsarbeiterlager
- Wolfgang Grühn: Das Gefangenenlager auf dem Pariner Berg. In: Jahrbuch für Heimatkunde (Heimatverband Eutin). 2005, ISSN 1866-2730, S. 162–164.
- Manfred Bannow-Lindtke: Bad Schwartau unter dem Hakenkreuz 1929–1945. Eine Ausstellung über die Weltwirtschaftskrise und das 3. Reich in Bad Schwartau und Rensefeld. Stadt Bad Schwartau, Bad Schwartau 1993 (Ausstellungsführer), (Kapitel 27: Kriegsgefangene und Zwangsarbeiter in Bad Schwartau. – Erwähnung des Lagers als „Kriegsgefangenenlager“ – u. a. in einem Schreiben der Stadt Bad Schwartau vom 23. April 1949).

### Zur Beschädigung der Bismarcksäule
- Georg Harders: Die Bismarcksäule auf dem Pariner Berg. In: Jahrbuch für Heimatkunde (Heimatverband Eutin). 1983, S. 120–121.
- Georg Harders: Die Bismarcksäule auf dem Pariner Berg. Eine Dokumentation. Engel, Bad Schwartau 1984.
- Max Steen: Alt Schwartau. Geschichte und Geschichten. Weiland, Lübeck 1981, ISBN 3-87890-042-2.
- Die Bismarcksäule in Bad Schwartau (Memento vom 29. Juni 2010 im Internet Archive) und

Koordinaten: 53° 56′ 36,2″ N, 10° 40′ 48,9″ O